# Tim Thorogood
Tim Thorogood (Barbados, 15 maggio 1962) è un politico britannico, dal 2008 al 2012 è stato il Capo dell'esecutivo delle Isole Falkland.